# Bijlbrief
Een bijlbrief is een origineel eigendomsbewijs van een schip. Het is de voorloper van de meetbrief. Het hoort minstens een opleverdatum, typeomschrijving met maten, bouwaard, scheepsnaam en naam van de opdrachtgever te bevatten.
Van oudsher was het een verklaring van de scheepsbouwmeester:
- dat het schip op zijn werf is gebouwd en dat de bouw van het schip voltooid is
- dat de constructie van het schip in orde bevonden is (`schoon van de bijl`).

Het begrip is ook bekend als:
- brief waarin de verkoper van een schip zich voor de koopprijs van het schip laat verpanden
- een verzekeringsbrief van betaling aan een scheepsbouwmeester.